# Hamparan Pugu
Hamparan Pugu is een bestuurslaag in het regentschap Kerinci van de provincie Jambi, Indonesië. Hamparan Pugu telt 585 inwoners (volkstelling 2010).